# Culicoides tokunagai
Culicoides tokunagai är en tvåvingeart som beskrevs av Arnaud 1956. Culicoides tokunagai ingår i släktet Culicoides och familjen svidknott. Inga underarter finns listade i Catalogue of Life.